# Eda Tekin
Eda Tekin (ur. 7 lipca 1999) – turecka zapaśniczka walcząca w stylu wolnym. Zajęła siedemnaste miejsce na mistrzostwach świata w 2024. 
Piąta na mistrzostwach Europy w 2023. Trzecia na MŚ U-23 w 2021. Druga na ME U-23 w 2019. Trzecia na ME juniorów w 2018 roku.